# Dufur
Dufur est une municipalité américaine située dans le comté de Wasco en Oregon. Lors du recensement de 2010, sa population est de 604 habitants.

## Géographie
Entre le mont Hood et la rivière Deschutes, la municipalité s'étend sur 0,58 mille carré (1,5 km2).
La réserve intégrale Badger Creek de trouve à proximité de Dufur.

## Histoire

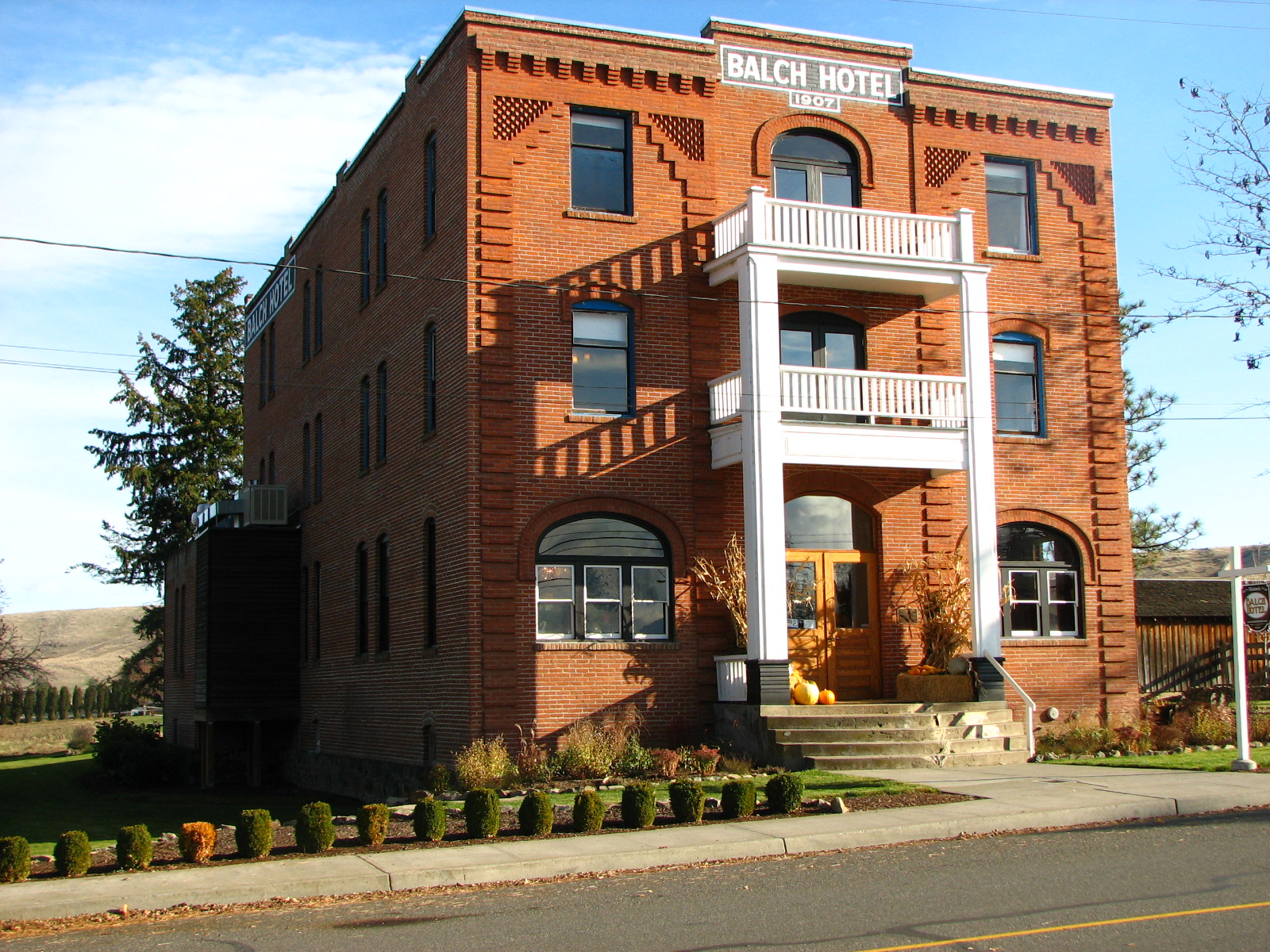
L'hôtel Balch.

D'abord appelée Fifteenmile Crossing, la localité est renommée Dufur en 1878 lors de l'ouverture de son bureau de poste. Ce nom honore la famille DuFour, originaire de France, qui s'y est implantée dans en 1872. Dufur est officiellement fondée en 1890 et devient une municipalité le 10 février 1893.
Le bourg se développe au début du XXe siècle grâce au Great Southern Railroad (en), qui relie le bourg à The Dalles et au Columbia à partir de 1905. L'hôtel Balch, bâtiment de brique de trois étages construit en 1907, date de cette époque prospère. Seul hôtel du bourg lors de son ouverture en 1908, il s'agit du principal bâtiment historique de Dufur. Il est inscrit au Registre national des lieux historiques.
À partir de 1913, Dufur n'est plus le terminus du Great Southern Railroad. La ligne de chemin de fer perd en importance durant la Grande Dépression et ferme définitivement en 1936.

## Démographie
Selon l'American Community Survey de 2018, la population de Dufur est blanche à 96 %, le reste de la population étant métisse. Environ 99 % de ses habitants parlent l'anglais à la maison, 1 % parle l'espagnol. Son taux de pauvreté de 1,4 % est particulièrement bas.